# Rivera de Cala
La rivera de Cala es un río que se abre paso mediante un amplio valle en Sierra Morena, entre los parques naturales Sierra de Aracena y Picos de Aroche, Provincia de Huelva, y el parque natural Sierra Norte de Sevilla. Es afluente del río Rivera de Huelva que a su vez desemboca en el río Guadalquivir por su margen derecho muy cerca de la ciudad de Sevilla. 
Parte del curso de la rivera de Cala ha sido declarado Zona Especial de Conservación (ZEC).

## Obras hidráulicas
El río Cala está actualmente regulado para abastecimiento urbano a través de dos pantanos que se ubican en su cuenca, el pantano de Cala y el pantano de Gergal, situados en Guillena, que forman parte de los cinco pantanos que suministran agua a Sevilla y su área metropolitana de Sevilla.
El embalse  de Cala está situado en el norte de la provincia de Sevilla en el municipio de El Ronquillo. La superficie del pantano es de 473 ha y un volumen de 60,34 hm³ El pantano está ubicado  en la Sierra Morena sevillana, en un entorno natural conocido como Lagos del Serrano y presenta un paisaje de dehesa típico, aunque en sus orillas se alternan playas, laderas de pendiente media e incluso cortados de roca con gran profundidad.
El embalse de El Gergal pertenece a la cuenca de la Confederación Hidrográfica del Guadalquivir y se encuentra ubicado en la provincia de Sevilla en la confluencia del  Rivera de Huelva con el Rivera de Cala . Situado en las cercanías de la ciudad de Sevilla, entre los pueblos de Castilblanco de los Arroyos y Guillena, el embalse sobre el Rivera de Huelva, tiene una capacidad de embalse reducida, 35 hm³. pero con la gran ventaja de aprovechar el desagüe del embalse de Cala. Su volumen regulado es de 15 hm³.